# Arazzi degli Jagelloni
Gli arazzi degli Jagelloni, o Arazzi del Wawel, sono una collezione di arazzi tessuti in Borgogna, Olanda, nelle Fiandre e in Polonia, che vanno dal 1460 al 1780. Questa collezione di arazzi, originariamente composta da 365 pezzi, furono assemblati dagli Jagelloni per decorare gli interni della residenza reale del castello del Wawel di Cracovia, in Polonia.
Quelli commissionati dal re Sigismondo II Augusto Jagellone, sono considerati fra i più preziosi di tutto il mondo, e rappresentano la più grande serie di arazzi mai commissionata da un sovrano.
Sono anche conosciuti come gli Arazzi del Wawel in quanto la maggior parte di questi manufatti sono conservati presso il Museo del Castello del Wawel.
La collezione è diventata proprietà della Corona del Regno di Polonia secondo le ultime volontà del sovrano Sigismondo II Augusto.

## Storia e Componenti

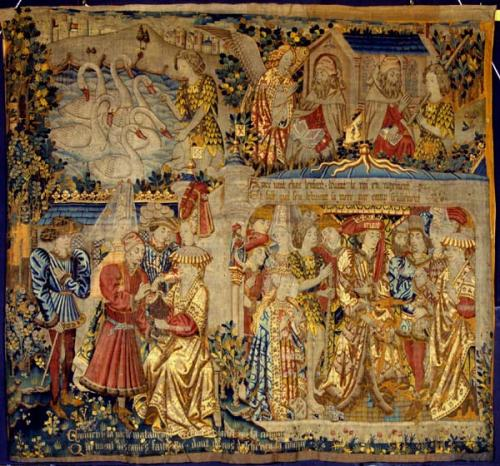
La Storia del Cavaliere del Cigno. Tournai, 1460 circa, bottega di Pasquier Grenier.

I primi arazzi furono portati a corte da Bona Sforza come dote al matrimonio con il re Sigismondo I Jagellone. 
Fra questi spicca quello della 'Storia del Cavaliere del Cigno, capolavoro dell'arte tessile borgognona (Tournai) del 1460 circa.
In principio la collezione reale era composta da circa 170 arazzi, tra questi erano presenti 84 arazzi in bianco e nero che presentavano lo stemma e il monogramma SA, 8 arazzi donati dall'imperatore Massimiliano I d'Asburgo a Sigismondo I e altri, donati da varie delegazioni straniere.
In seguito tra il 1526 e il 1533 Sigismondo I fece realizzare 108 arazzi ad Anversa e a Bruges. Ma la maggior parte venne commissionata dal re Sigismondo II Augusto Jagellone (1520–1572) alle botteghe di Willem e Jan de Kempeneer, Jan van Tieghem e Nicolas Leyniers di Bruxelles  tra il 1550 e il 1565. 
Sono considerati fra i più preziosi di tutto il mondo, e rappresenta la più grande serie di arazzi mai commissionata da un sovrano.
Questa importante collezione fu esposta pubblicamente per la prima volta il 23 giugno 1553 durante le nozze tra Sigismondo Augusto e Caterina d'Austria.
Krzysztof Krupski, starosta di Horodło, donò a Sigismondo Augusto l'l'arazzo dell'Aquila polacca recante la data 1560, il monogramma CKCH (Christophorus Krupski Capitaneus Horodlo) vicino al blasone del clan Korczak e all'iscrizione latina SCABELLVM PEDVM TVORVM ("lo sgabello dei tuoi piedi", dal salmo 110, Libro dei Salmi).
Verso il 1650 venne tessuto l'arazzo della Morte di Publio Decio Mure, realizzato su cartoni di Peter Paul Rubens dalla bottega di Frans van den Hecke.
Negli anni Ottanta del Settecento vennero realizzati gli arazzi con le Divinità antiche realizzate per il conte Michał Kleofas Ogiński (1730-1800) nella fabbrica da lui fondata a Slonim.
Fino ad oggi si sono conservati 136 pezzi, dei quali 30 sono esposti al pubblico. Fabbricati con lana, seta e oro, furono tessuti con dei telai, con una densità di circa 8-10 fili di ordito per centimetro e alcuni arrivano a misurare 5 x 9 m.
Fra gli artisti che disegnarono i cartoni, spiccano i nomi di Michiel Coxcie, Peter Paul Rubens, e artisti delle botteghe di Frans Floris, Pieter Coecke van Aelst.
Narrano temi diversi, dagli Eventi biblici a Temi paesaggistici (Verdure e Animali), Monogrammi reali e Grottesche, Stemmi della Polonia e della Lituania.
Le serie bibliche sono esposte in modo intercambiabile nelle stanze del secondo piano del castello del Wawel (Stanze reali di rappresentanza).

### Serie e Opere

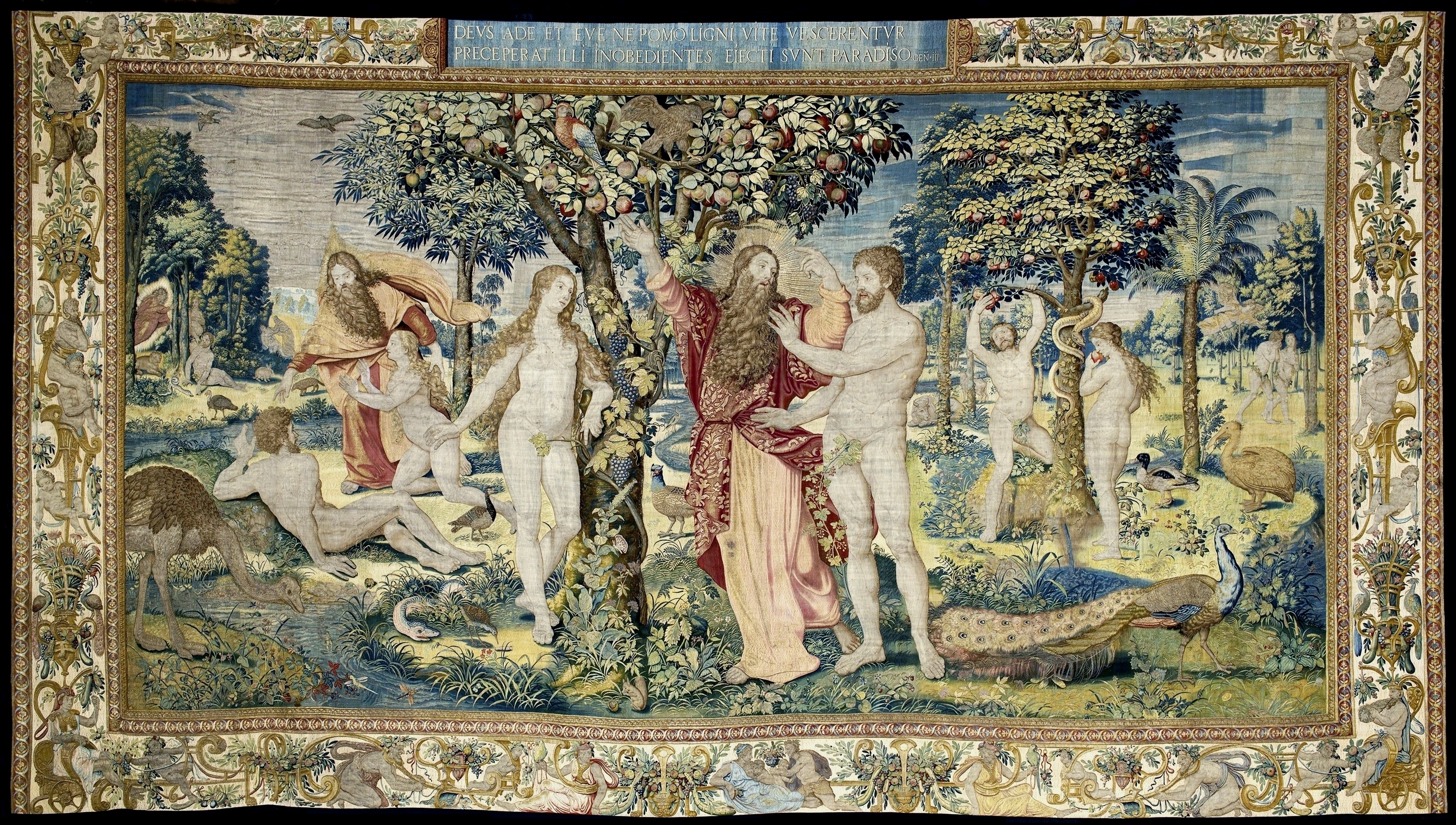
La Beatitudine Paradisiaca dalle Storie dei progenitori,Michiel Coxcie, 1555.

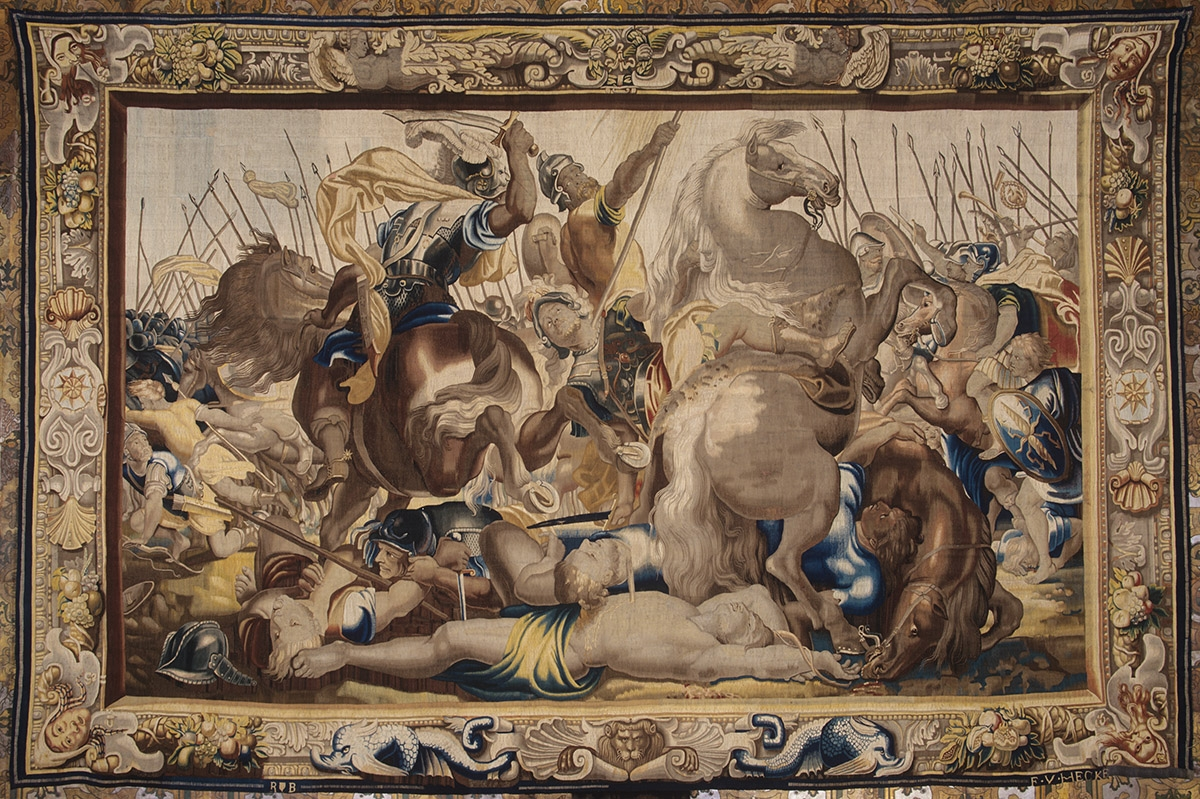
La Morte di Publio Decio Mure, Peter Paul Rubens, 1650.

La collezione presenta diversi soggetti ritratti:
- La Storia del Cavaliere del Cigno. Tournai, 1460 circa, bottega di Pasquier Grenier;
- Scene bibliche: scene dalle Storie dei progenitori, alle Storie di Noé, alla Storia della Torre di Babele[4], altri trattano di Mosè, delle Vicende di Nabucodonosor e Vicende di Saul, 1550-65, botteghe di Willem e Jan de Kempeneer, Jan van Tieghem[6] e Nicolas Leyniers di Bruxelles[4]
- Scene mitologiche: alcuni arazzi sono stati creati con scene raffiguranti la Guerra di Troia, le Spedizioni militari del re persiano Ciro, la storia di Romolo e Remo', le vicende di Scipione, Annibale, Giulio Cesare e Ottaviano Augusto;
- Paesaggio e scene di animali[4]: arazzi creati intorno al 1550-1560 su cartone di un artista di Anversa della cerchia di Pieter Coecke van Aelst, Bruxelles, bottega di Jan van Tieghem[1];
- Stemmi di Polonia e Lituania tenuti da Cerere. Bruxelles, intorno al 1560, su cartone di un artista di Anversa della cerchia di Frans Floris e Cornelis Bos, dalla bottega di Jan van Tieghem[1];
- Scene grottesche: scene con le Iniziali reali tenute da SatiriBruxelles, intorno al 1560, da un cartone di un artista di Anversa della cerchia di Frans Floris e Cornelis Bosa[1][4].
- La Morte di Publio Decio Mure. Bruxelles, intorno al 1650, su cartoni di Peter Paul Rubens, bottega di Frans van den Hecke[1];

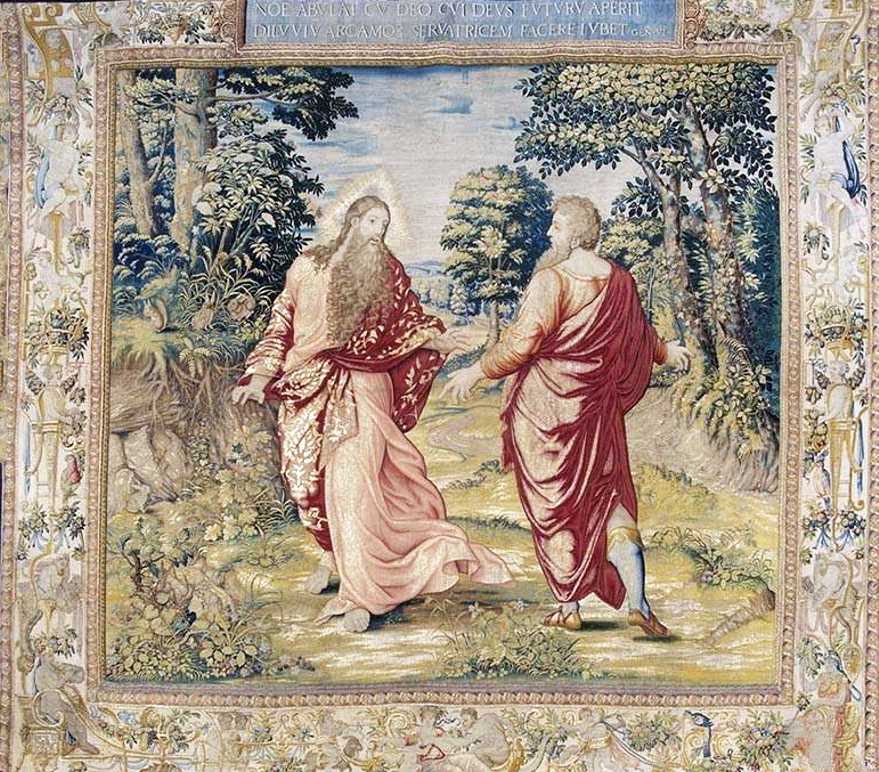
Storie di Noè
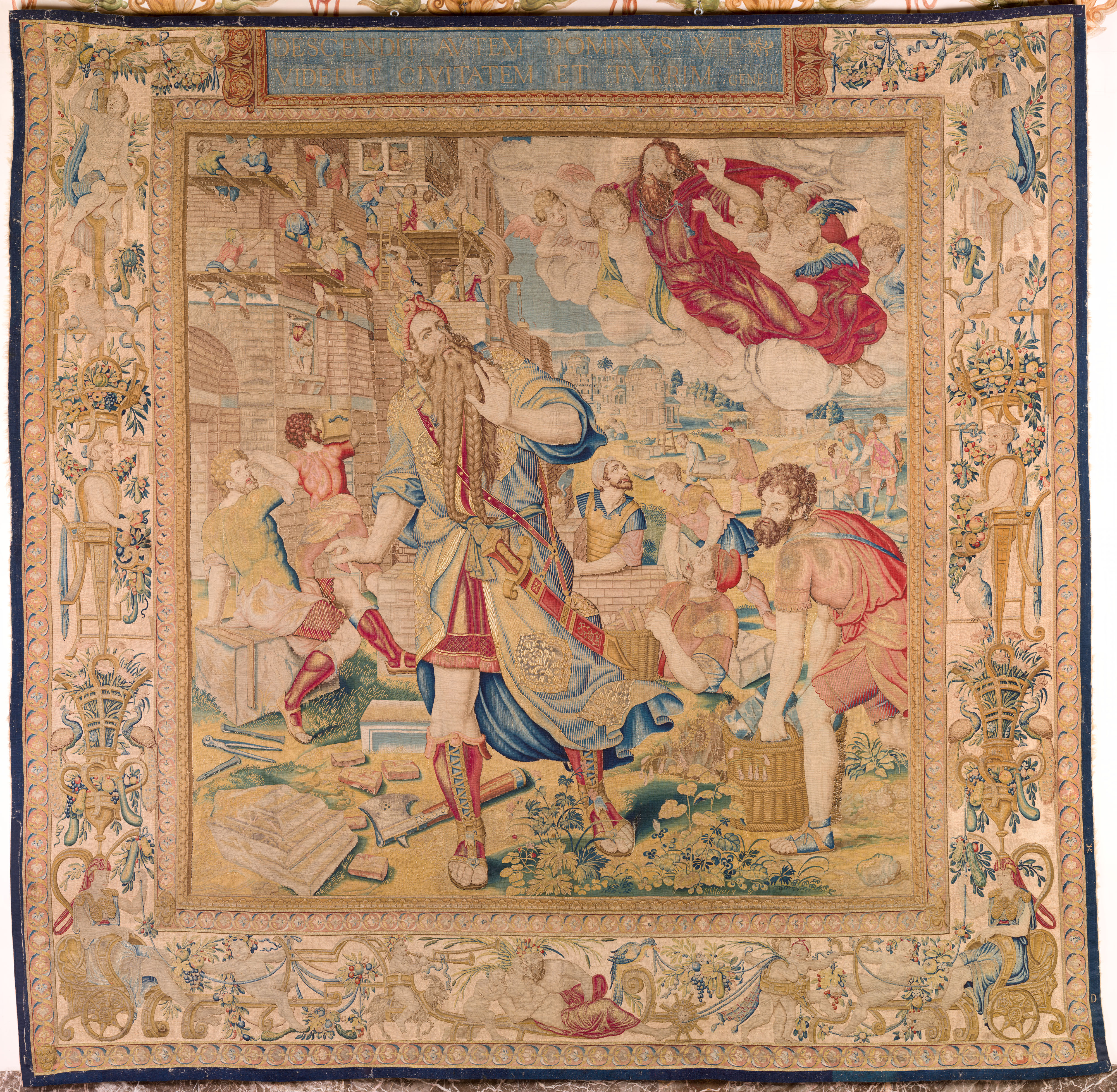
Storie della Torre di Babele
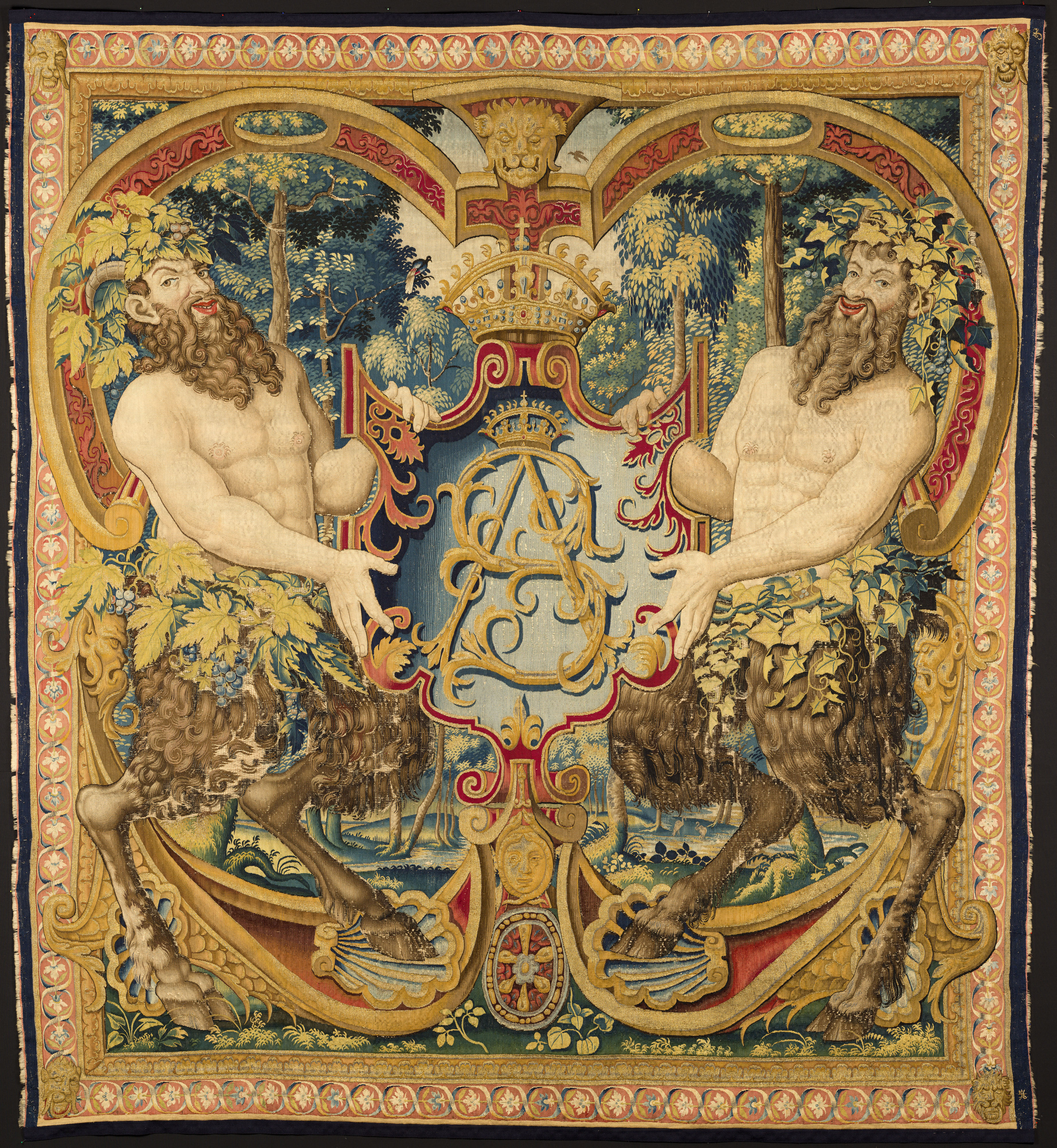
Monogramma reale con grottesche
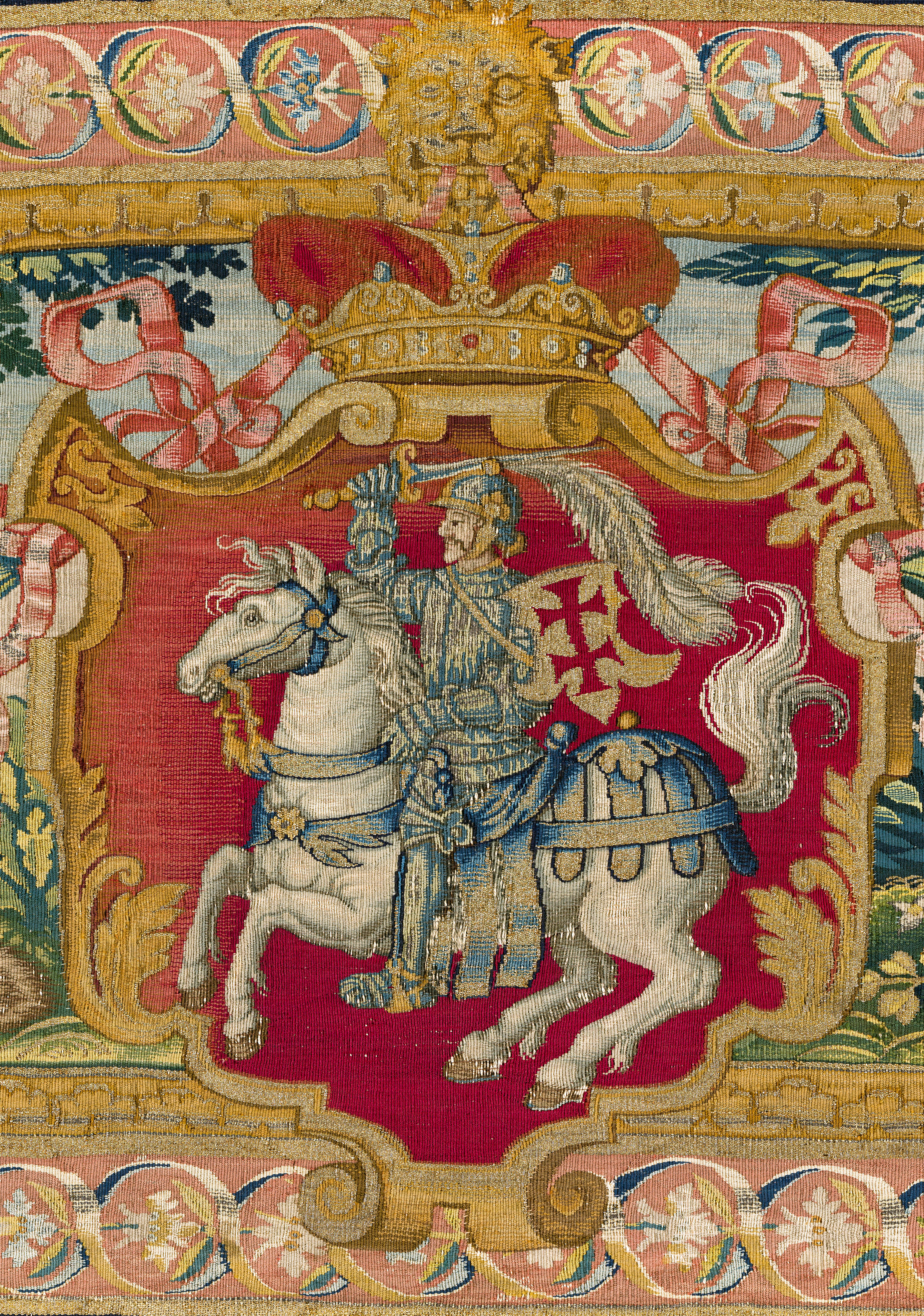
Stemma di Polonia-Lituania, 1555
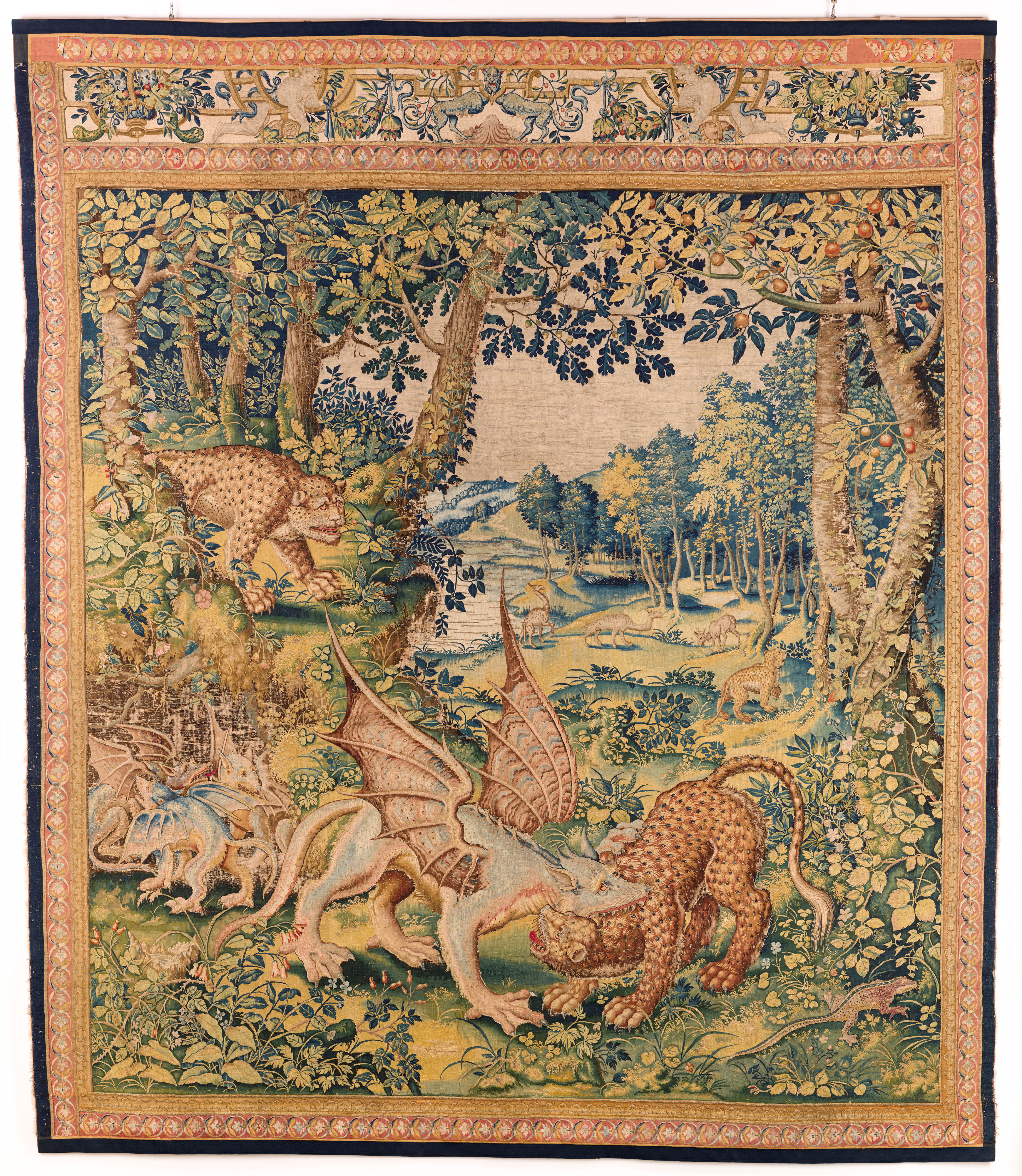
Verdure, 1560